# 川成島藩
川成島藩（かわなりじまはん）は、駿河国富士郡川成島村（現在の静岡県富士市川成島）を居所として、江戸時代幕末期にごく短期間存在した藩。1857年、当地の領主であった本郷泰固が若年寄に就任した際、加増を受けて知行1万石になったことで成立したが、1859年に減封処分を受け、大名の列を外された。

## 歴史

### 前史
本郷家は、室町幕府に奉公衆として仕え、のちに徳川家康に招かれて江戸幕府草創の際に奏者番を務めた本郷信富の子孫にあたる。本郷信富の孫の本郷勝吉は御使番などを務めて2300石まで加増され、その子の本郷泰勝が弟に分知を行ったために知行高は2000石となった。
『角川日本地名大辞典』によれば、延宝2年（1674年）に川成島村は本郷氏の知行地となる。『寛政重修諸家譜』によれば、延宝2年（1674年）に家督を継いだ本郷久泰（泰勝の養子）が、宝永2年（1705年）に甲斐国八代郡の知行地を駿河国富士郡に移されたとある。のちの泰固による立藩までおよそ150年にわたり、川成島は本郷家の知行地であった。
本郷家の当主の多くは、小姓や書院番などを務めた。久泰から数えて5代目にあたる本郷泰行は、徳川家治のもとで御側御用取次を務めるなど栄達した。

### 本郷泰固
本郷泰固（泰行の孫）は、2000石の本郷家を継いで累進し、徳川家斉の側衆を務めた。知行も天保13年（1842年）に1000石、弘化2年（1845年）に2000石、嘉永4年（1851年）に2000石をそれぞれ加増され、合計7000石となっていた。
本郷泰固は、徳川慶喜の一橋家相続実現のために尽力し、安政4年（1857年）に側衆から若年寄に昇進した。この際、3000石の加増を受けて知行は1万石に達し、川成島藩が立藩した。
しかし、泰固は安政5年（1858年）7月、泰固は「差控」を命じられ、若年寄職を罷免された。表向きの理由は職務怠慢であるが、実際には一橋派と見られたための処分と見られ、安政の大獄の一環とされる。翌安政6年（1859年）10月、泰固は5000石を削減の上、隠居・謹慎が命じられた。これにより川成島藩は廃藩となった。

### 後史
その後、桜田門外の変での井伊直弼の死を経て、万延元年（1860年）9月に泰固は謹慎処分を解かれている。
泰固の子・本郷泰清は、幕府瓦解以後旧領地に在り、旧幕臣を受け入れて三椏（みつまた）の生産にあたった。富士製紙の工場誘致に関わるなど、現在の富士市域における製紙業振興の一端を担ったとされる。

## 歴代藩主
本郷家
1万石。譜代。
1. 本郷泰固

## 領地

### 川成島

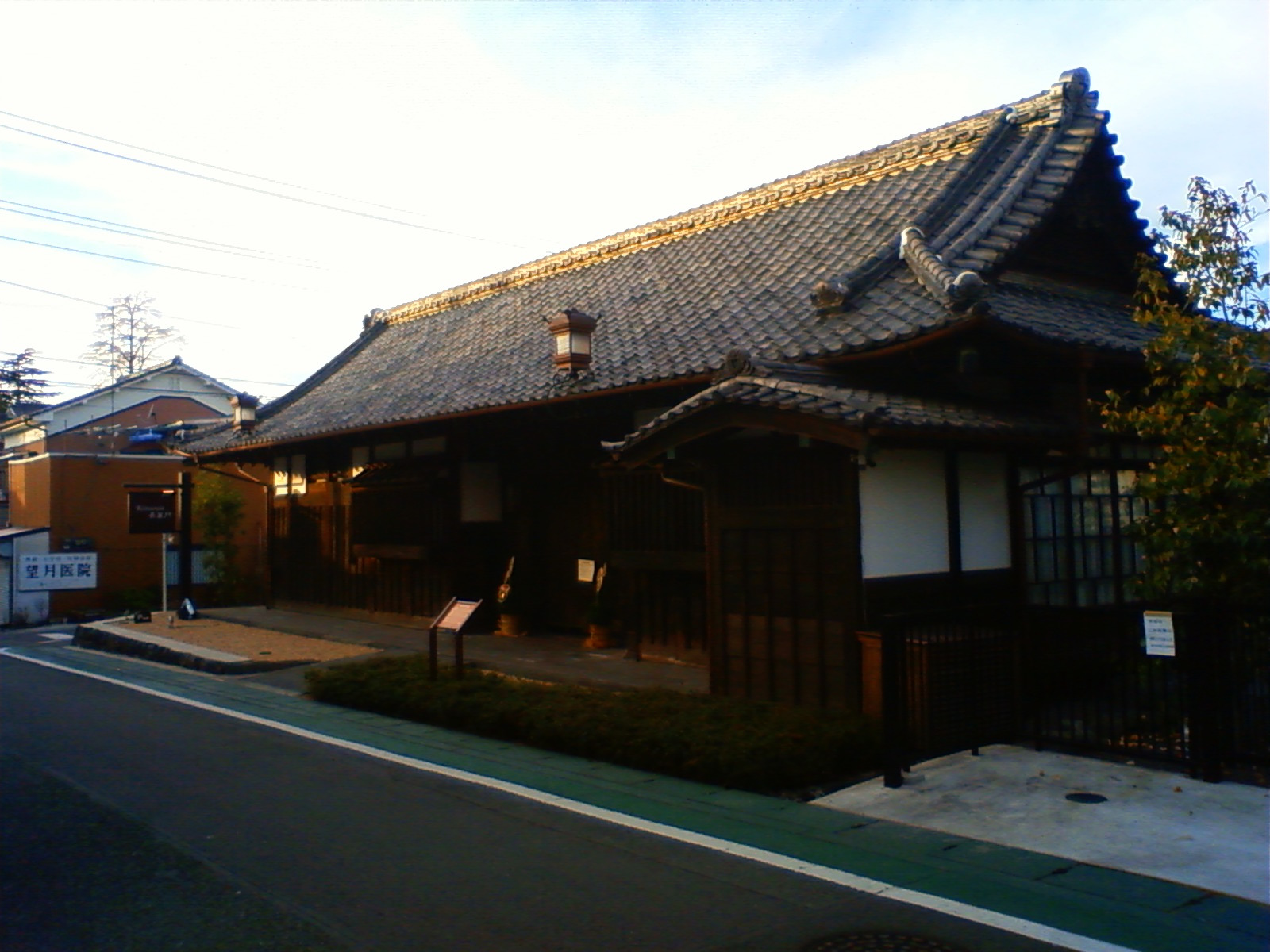
富士宮市に移築されて現存する旧川成島陣屋長屋門（2010年撮影）。

中世、富士川は下流域で多くの派川を伴いながら乱流し、海に注いでいたと考えられる。川成島村は富士川河口域に位置していた村で、富士川渡船の拠点でもあった。永禄11年（1568年）、吉原に布陣する北条軍に対峙した武田信玄軍は、富士川を背にして川成島に布陣していたが、洪水による被害を受けて撤退したという記録がある。慶長7年（1602年）、東海道の渡船役は川成島村から右岸側の岩淵村（現在の富士市岩淵）に移され、渡船名主たちも川成島から岩淵へ移住した。
川成島陣屋は、川成島村の川成島天王社前、現在の新富士駅南側にあった。本郷家が大名になった際に、長屋門のある陣屋を造営している。明治以後、この屋敷は本郷家の知行地で用人を務めていた和田家が引き継いだ。しかし、1939年（昭和14年）から1940年（昭和15年）にかけて、建物の大部分は取り壊されることとなった。陣屋跡地には堀と石垣の一部を残すのみとなっている。
陣屋の長屋門については遠藤家が譲り受け、川成島から富士宮市の富士山本宮浅間大社東側に移築されて料亭「高しま家」の正門に用いられた。「高しま屋」の廃業後、2003年に土地と建物を富士宮市が取得した。展示施設「長屋門 歴史の館」およびレストラン・商業施設として、運営者の変遷を経ながら活用されている。